# یون تالیانو
یون تالیانو (رومانیایی: Ion Talianu؛ ‏ تلفظ رومانیایی: [iˈon taliˈanu]؛ ‏ ۳ مارس ۱۸۹۸ – ۱۹۵۶) بازیگر اهل رومانی بود.
از فیلم‌هایی که وی در آن‌ها نقش داشته است، می‌توان به ماجرای پروتار اشاره نمود.